# Whirlwind Glaciers
Whirlwind Glaciers är en glaciär i Antarktis. Den ligger i Västantarktis. Argentina, Chile och Storbritannien gör anspråk på området. Whirlwind Glaciers ligger 8 meter över havet.
Terrängen runt Whirlwind Glaciers är varierad. Trakten är obefolkad. Det finns inga samhällen i närheten.